# Saint-Avit-de-Soulège
Saint-Avit-de-Soulège település Franciaországban, Gironde megyében. Lakosainak száma 81 fő (2022. január 1.). Saint-Avit-de-Soulège Saint-Antoine-de-Breuilh, Eynesse, Pessac-sur-Dordogne és Saint-Quentin-de-Caplong községekkel határos.

## Népesség
A település népessége az elmúlt években az alábbi módon változott:
| Lakosok száma | 90   | 75   | 89   | 76   | 79   | 81   | 78   | 78   | 78   | 81   |
|               | 1968 | 1982 | 1990 | 2006 | 2013 | 2015 | 2017 | 2019 | 2020 | 2022 |